# Гиповитаминоз B2
Недостаточность витамина В2 (рибофлавина) вызывает структурные и функциональные изменения в коре надпочечников, нарушает процессы гемопоэза, обмена железа, глюконеогенеза, превращения фенилаланина в катехоламины. Дефицит рибофлавина неблагоприятно отражается на состоянии естественного иммунитета. Его недостаток может привести к невынашиванию беременности.
Наиболее характерными клиническими признаками являются: хейлит, ангулярный стоматит, глоссит, изменения конъюнктивы и роговицы, нарушение зрения.
Дерматиты при В2-витаминной недостаточности имеют ряд особенностей: на коже лица, веках, ушных раковинах, крыльях носа и носогубных складках развивается шелушение с уплотнением век и утолщением кожи.
При дефиците рибофлавина отмечают изменения ЦНС: вначале у больного преобладают процессы возбуждения, а в последующем при углублении дефицита — торможения. Больные жалуются на парестезии, мышечную слабость, атаксию, у маленьких детей могут наблюдаться судороги.
Лабораторно при недостаточности витамина В2 экскреция его с мочой менее 100 мкг в сутки, в часовой моче менее 10 мкг.
Лечение — препараты витамина В2 внутрь.